# 杜比数字
杜比數位（Dolby Digital）又名杜比AC-3（Dolby AC-3），是杜比实验室开发的音频压缩技术的名称。最初命名为杜比立体声数字，直到1995年，除了杜比TrueHD，音频压缩是有损的，基于改进的离散余弦变换(MDCT)算法。杜比数码的第一次使用是为电影院提供35毫米胶片打印的数字声音；今天，它也被用于诸如电视广播、通过卫星广播、数字视频流、DVD、蓝光光盘和游戏机等应用。

## 版本
杜比數位包括多個相類似的壓縮技術，當中包括有“Dolby Digital EX”、“Dolby Digital Live”、“Dolby Digital Plus”、“Dolby Digital Surround EX”、“Dolby Digital Recording”、“Dolby Digital Cinema”、“Dolby Digital Stereo Creator”和“Dolby Digital 5.1 Creator”。

### 杜比數位
杜比數位（Dolby Digital），或稱AC-3，是普遍的版本，可以包括多达6个独立的声道。最知名的是5.1聲道技術。在5.1聲道技術中，5代表著5個基本聲道，獨立連接至五個不同的喇叭（20至20,000 Hz），分別是右前（RF）、中（C）、左前（LF）、右後（RR）、左後（LR）；而1則代表1個低频声效，連接至低音輔助喇叭（20至120 Hz）。與此同時，杜比數位格式也支援單聲道及立體聲輸出。第一部使用杜比數位編碼技術的電影是1992年推出的《蝙蝠俠大顯神威》（Batman Returns）。第一套以杜比數位編碼技術的家用鐳射影碟是1995年推出的《迫切的危機》（Clear and Present Danger）。
而以下的codec名稱都是不同，但也是指杜比數位。
- Dolby Digital
- DD（Dolby Digital的縮寫，一般會在後面加上聲道个数，如DD 2.0、DD 5.1。）
- Dolby Surround AC-3 Digital（第二個標準發佈的名稱，只在早期（1995及1996年）使用）
- Dolby Stereo Digital（第一個標準發佈的名稱，只在早期使用）
- Dolby SR-Digital（當編碼時結合Dolby SR錄音技術時的稱呼）
- SR-D（Dolby SR-Digital的縮寫）
- Adaptive Transform Coder 3（與杜比數位的位元流格式關連）
- AC-3（ Audio Codec 3, Advanced Codec 3, Acoustic Coder 3的簡稱。可是，Adaptive TRansform Acoustic Coding 3，或稱ATRAC3，是新力開發的另一音效編碼格式）
- ATSC A/52（規格標準的名稱，現時版本為A/52 Rev. B）

### 杜比數位環繞EX
杜比數位環繞EX（Dolby Digital Surround EX），是杜比實驗室和Lucasfilm THX在1999年5月面世的星際大戰首部曲：威脅潛伏電影中合作的產品。在考慮經濟效益和向下兼容性，在左環繞和右環繞中間，加插了後環繞聲道，形成6.1輸出。它使用了矩陣編碼，這是一條獨立分離聲道，情形就像前置左右聲道和中置聲道的關係一樣。所以它能在標准的5.1裝置上輸出5.1，又能同時支援杜比數位環繞EX的器材上輸出6.1。在星際大戰系列中使用了這技術。不少DVD支援杜比數位環繞EX的輸出。

### 杜比數位EX
杜比數位EX（Dolby Digital EX），或稱AC-3 EX，是杜比數位環繞EX的民用版本。杜比數位EX類似杜比早期的Pro-Logic技術，整合了矩陣技術，在立體聲音軌上加入一中置和一後置聲道。杜比數位EX在5.1杜比數位的基礎上加入後置聲道，創出6.1或7.1的聲道輸出。但是，這技術並不能視為真正的6.1或7.1編碼，與它的競爭對手DTS-ES格式不同，它並不能提供完整獨立分離的6條或7條音軌。

### 杜比數位Live
杜比數位Live（Dolby Digital Live，DDL）是一種實時編碼技術應用在互動媒體如電子遊戲上。在個人電腦和遊戲機平台上，它把音訊編碼成5.1聲道並通過S/PDIF介面輸出。  。SoundStorm，應用在 Xbox和nForce2的電腦，使用了這技術的雛型。不少使用c-media晶片的音效卡提供了這技術如Turtle Beach and Auzentech 。另外，主機版的晶片也有使用這技術，如 Realtek's ALC882D, ALC888DD and ALC888H。DTS公司也有類似功能的技術DTS Connect。
這個技術的好處是它能令只支援類比輸出的多聲道音效裝置能以數位多聲道輸出。

### 杜比數位Plus
杜比數位Plus（Dolby Digital Plus）又稱為E-AC-3，是基于AC3的基礎進行加強的编码系统。它把最高位元率提升至6 Mbps，支援14聲道（13.1），增强的编码技术能够減少壓縮對杂讯（artifact）。无法兼容于Dolby Digital器材，但是Dolby Digital Plus解码器可以将Dolby Digital Plus转码成Dolby Digital 通过光纤/同轴输出。Dolby Digital Plus 是HD DVD和蓝光影碟的必选音频格式。在蓝光播放器中，Dolby Digital Plus是主音轨（Primary Audio）的可选格式，第二音轨（Secondary Audio）必选格式。

### 杜比TrueHD
杜比TrueHD（Dolby TrueHD）由杜比实验室开发，是一個基於Meridian Lossless Packing的无损编解码格式。HD DVD光碟強制使用了這技術，藍光光碟中是可選性的。杜比TrueHD支援24位元、192 kHz取樣率、14聲道，最高位元率達18 Mbps（96 kHz取樣率、8聲道）或27 Mbps（192 kHz取樣率、6聲道），但HD DVD和藍光光碟把最大聲道數限制為8，192kHz取樣率下為6。它亦支援元資料，包括对白归一及動態範圍控制。

### 杜比7.1環繞聲
杜比7.1環繞聲（Dolby Surround 7.1）是於2010年發表的最新格式。首次應用電影為《玩具總動員3》。而第一部應用此編碼的華語片為《精武風雲·陳真》

### 杜比全景聲
杜比全景聲（Dolby Atmos）是2012年4月發表的環徊立體聲技術，首部使用該技術的電影為皮克斯動畫工作室製作的《勇敢傳說》。這款新技術可以呈現64個獨立揚聲器的內容，亦可同時傳送多達128条音轨，比7.1聲道更為細緻。

## 聲道設定
使用杜比數位技術下，最標準常用的是5.1聲道設定，但杜比數位容許一系列不同聲道的選擇。全部可供選擇的聲道如下列所示：
- 單聲道（中央）
- 雙聲道立體聲（左、右），選擇性地交叉應用杜比環迴
- 三聲道立體聲（左、中、右）
- 雙聲道立體聲加單環迴（左、右、環迴）
- 三聲道立體聲加單環迴（左、中、右、環迴）
- 四聲道環迴立體聲（左前、右前、左後、右後）
- 五聲道環迴立體聲（左前、中、右前、左後、右後）

以上所有這些設置可選擇性地使用低頻效果和杜比數位EX矩陣編碼中加入附加後環繞聲道。
杜比編碼技術是向下兼容的，很多杜比播放器／解碼器均備有向下混音作用是發佈不同聲道至可供使用的揚聲器。這包括一些功能例如聲音資料通過前揚聲器播放（如適用），和當中央揚聲器不適用時發佈中央頻道至左或右揚聲器。或當用戶只有2.0喇叭時，杜比解碼器能把多聲道訊號混音編碼為2.0立體聲。
在5.1, 7.1 或其他等文字中，'.1'指的是低頻LFE聲道。

## 杜比技術的應用

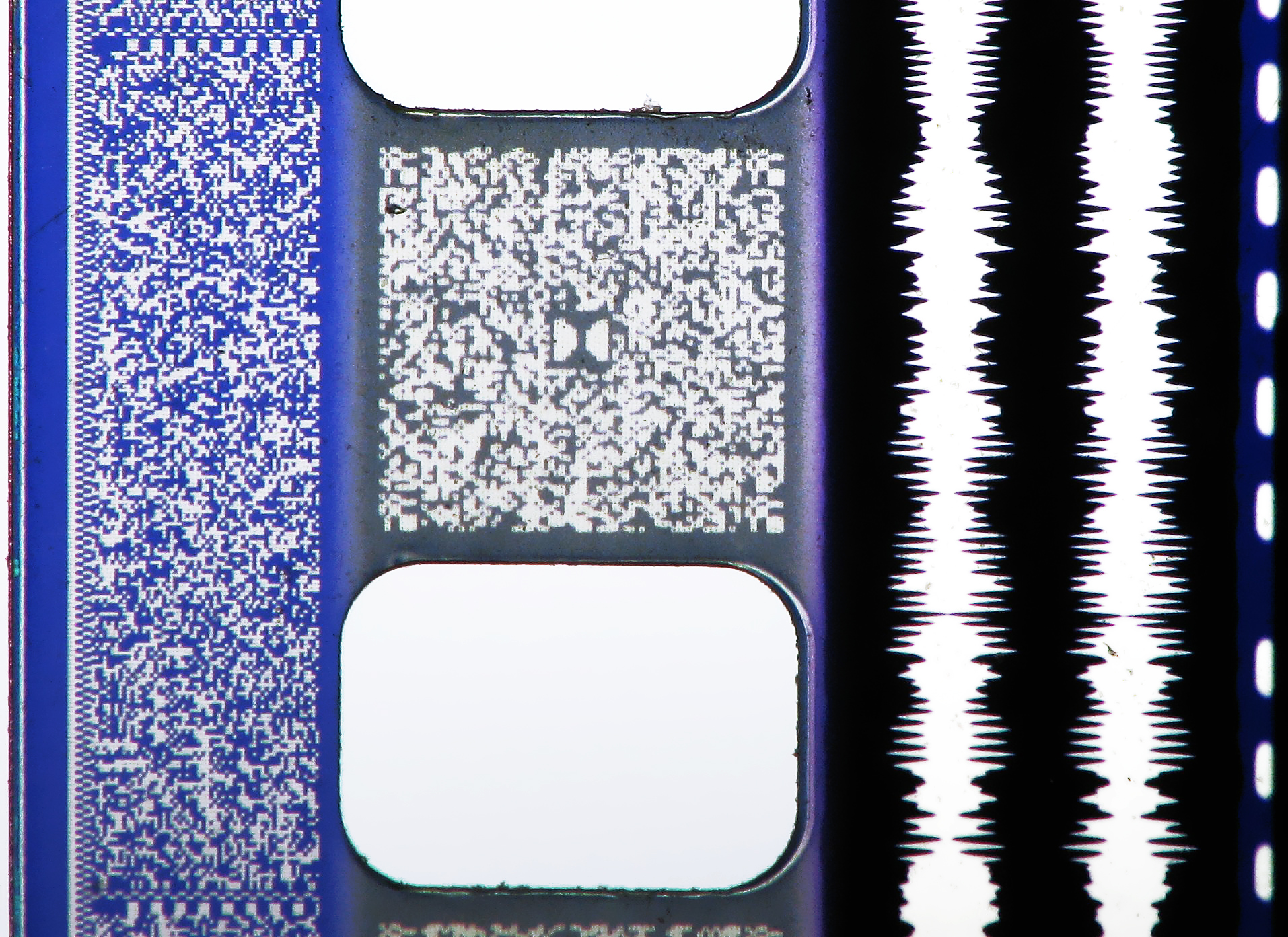
在35毫米底片紀錄的杜比數位音軌（位於送片孔之間）。在記錄範圍中間有一個杜比的「雙D」標誌。旁邊藍色的音軌，是由索尼開發，作為競爭系統的SDDS。

杜比數位SR-D訊號以光學方式把連續性資料塊印在35 mm 拷貝正片的片孔之間及光學音軌的側邊。在底片放映時，CCD掃瞄器（通常在放映機頂的杜比閱讀器，或放映機下半部內嵌）把該範圍掃瞄成視像，然後處理器會把該影像範圍互相關聯，及抽取數位資料作AC-3位元流，解碼輸出5.1聲道。
杜比數位音效也用在DVD Video及其他純粹數位媒體上，如家庭影院等。在此格式中，AC3位元流整合在影像和影片控制的資料流中。
AC-3系統在DVD Video以外使用不同頻寬限制應用，如數位電視。AC-3標準容許最大編碼位元率為640Kbps，35 mm拷貝使用320Kbps固定位元率。HD-DVD和DVD-Video光碟中限制為448Kbps，然而很多播放器可成功播放更高位元率資料（非順從DVD規格）。ATSC及數位式有線電視限制為448Kbps。Blu-ray Disc、Sony PlayStation 3和Microsoft Xbox遊戲機都能輸出AC-3訊號至全頻640Kbps。某些Sony PlayStation 2格式的遊戲軟件也能支援杜比數位訊號輸出。
杜比也參與了AAC的開發，MPEG規格的一部分，及考慮繼承MP3。AAC能輸出AC-3的任何位元率，勝過AC-3，壓縮率更高，但技術上更加複雜。AAC在5.1聲道中以400 Kbps和雙聲道中以180 Kbps輸出，就已經能提供良好的聆聽效果。
杜比數位Plus（DD-Plus）在HD-DVD中作為強制及支援的格式，但在Blu-ray Disc中則作為選擇性格式。

## 不同多媒體格式的杜比技術
|                    | HD（）DVD          | HD（）DVD            | HD（）DVD  | Blu-ray            | Blu-ray              | Blu-ray    | DVD                  | DVD                  | DVD        | DVD-Audio          | DVD-Audio            | DVD-Audio  |
| ------------------ | ------------------ | -------------------- | ---------- | ------------------ | -------------------- | ---------- | -------------------- | -------------------- | ---------- | ------------------ | -------------------- | ---------- |
| Codec              | 相關播放器支援能力 | 聲道（最多 可 支援） | 最高位元率 | 相關播放器支援能力 | 聲道（最多 可 支援） | 最高位元率 | 相關播放器支援能力器 | 聲道（最多 可 支援） | 最高位元率 | 相關播放器支援能力 | 聲道（最多 可 支援） | 最高位元率 |
| Dolby Digital      | 強制使用           | 5.1                  | 504 kbit/s | 強制使用           | 5.1                  | 640 kbit/s | 強制使用             | 5.1                  | 448 kbit/s | 指定播放器         | 5.1                  | 448 kbit/s |
| Dolby Digital Plus | 強制使用           | 7.1                  | 3 Mbit/s   | 選擇性支援         | 7.1                  | 1.7 Mbit/s | N/A                  | N/A                  | N/A        | N/A                | N/A                  | N/A        |
| Dolby TrueHD       | 強制使用           | 8                    | 18 Mbit/s  | 選擇性支援         | 8                    | 18 Mbit/s  | N/A                  | N/A                  | N/A        | N/A                | N/A                  | N/A        |

## 外部連結
- Dolby Laboratories
- Dolby Chart
- AC3Filter - open source DirectShow AC3 decoder （页面存档备份，存于）
- Open source liba52 dolby digital decoder （页面存档备份，存于）
- ATSC standards，from which the A/52B "Digital Audio Compression (AC-3) Standard" may be downloaded
- A52Codec QuickTime codec （页面存档备份，存于），enables QuickTime to play back AC3 streams on PPC and Intel Macs
- Dolby Digital 5.1 television programs